# Радий
| 88      | Радий |
| Ra(226) |       |
| 7s2     |       |

Ра́дий (химический символ — Ra, от лат. Radium) — химический элемент 2-й группы (по устаревшей классификации — главной подгруппы второй группы, IIA) седьмого периода периодической системы химических элементов Д. И. Менделеева с атомным номером 88.
Простое вещество радий — это блестящий щелочноземельный металл серебристо-белого цвета, быстро тускнеющий на воздухе. Обладает высокой химической активностью, очень ядовит и канцерогенен. Соединения радия намного более токсичны, чем соединения бария, из-за высокой радиоактивности радия.
Среди изотопов наиболее устойчив нуклид 226Ra (период полураспада около 1600 лет).

## История
Французские учёные Пьер и Мария Кюри обнаружили, что отходы, остающиеся после выделения урана из урановой руды (урановая смолка, добывавшаяся в городе Иоахимсталь, Чехия), более радиоактивны, чем чистый уран. Из этих отходов супруги Кюри после нескольких лет интенсивной работы выделили два сильно радиоактивных элемента: полоний и радий. Первое сообщение об открытии радия (в виде смеси с барием) Кюри сделали 26 декабря 1898 года во Французской академии наук. В 1910 году Мария Кюри и Андре Дебьерн выделили чистый радий путём электролиза хлорида радия на ртутном катоде и последующей дистилляции в водороде. Выделенный элемент представлял собой, как сейчас известно, изотоп радий-226, продукт распада урана-238. За открытие радия и полония супруги Кюри получили Нобелевскую премию. Радий образуется через многие промежуточные стадии при радиоактивном распаде изотопа урана-238 и поэтому находится в небольших количествах в урановой руде.
В России радий впервые был получен в экспериментах известного советского радиохимика В. Г. Хлопина. В 1918 году на базе Государственного рентгеновского института было организовано Радиевое отделение, которое в 1922 году получило статус отдельного научного института. Одной из задач Радиевого института были исследования радиоактивных элементов, в первую очередь — радия. Директором нового института стал В. И. Вернадский, его заместителем — В. Г. Хлопин, физический отдел института возглавил Л. В. Мысовский.
В Великобритании в 1909 году был открыт Лондонский радиевый институт, который занимался прикладными исследованиями радия в медицине.
Многие радионуклиды, возникающие при радиоактивном распаде радия, до того, как была выполнена их химическая идентификация, получили наименования вида радий А, радий B, радий C и т. д. Хотя сейчас известно, что они представляют собой изотопы других химических элементов, их исторически сложившиеся названия по традиции иногда используются:
|                | Изотоп |
| Эманация радия | 222Rn  |
| Радий A        | 218Po  |
| Радий B        | 214Pb  |
| Радий C        | 214Bi  |
| Радий C1       | 214Po  |
| Радий C2       | 210Tl  |
| Радий D        | 210Pb  |
| Радий E        | 210Bi  |
| Радий F        | 210Po  |

Названная в честь супругов Кюри внесистемная единица активности радиоактивного источника «кюри» (Ки), равная 3,7⋅1010 распадов в секунду, или 37 ГБк, ранее была основана на активности 1 грамма радия-226. Но так как в результате уточнённых измерений было установлено, что активность 1 г радия-226 примерно на 1,3 % меньше, чем 1 Ки, в настоящее время эта единица определяется как 37 миллиардов распадов в секунду (точно).

## Происхождение названия
Название «радий» связано с излучением ядер атомов Ra (лат. radius — луч).

## Физические и химические свойства
Полная электронная конфигурация атома радия: 1s22s22p63s23p64s23d104p65s24d105p66s24f145d106p67s2
Радий при нормальных условиях представляет собой блестящий белый металл, на воздухе темнеет (вероятно, вследствие образования нитрида радия Ra3N2 или его смеси с оксидом RaO). Реагирует с водой. Ведёт себя подобно барию и стронцию, но более химически активен. Обычная степень окисления — +2. Гидроксид радия Ra(OH)2 — сильное, коррозионное основание.
Металлический радий имеет решётку кубической сингонии (объёмно-центрированная решётка), пространственная группа Im3m, параметры ячейки a = 0,5148 нм. Плотность составляет 5,5 г/см3. Температура плавления 969 °C (при давлении 0,65 миллибар), температура кипения 1507 °C. Теплота плавления 8 кДж/моль. Теплота испарения 149,6 кДж/моль. Теплота сублимации 157,9 кДж/моль. Теплоёмкость C0
p 29,3 Дж/(моль·К). Энтропия S0
298 69,1 Дж/(моль·К).
Ввиду сильной радиоактивности все соединения радия светятся голубоватым светом (радиохемилюминесценция), что хорошо заметно в темноте, а в водных растворах его солей происходит радиолиз. Металлический радий-226 выделяет 550 Дж тепла в час на 1 грамм вследствие радиоактивного распада. Кроме энергии, при распаде радия возникает также радон (около 1 мм3 радона-222 из 1 г радия-226 за сутки) и гелий.
В водном растворе радий переходит в катион Ra2+, который не имеет цвета, поэтому все соединения радия имеют белый цвет, но они со временем становятся жёлтыми, а затем приобретают ещё более тёмные цвета из-за альфа-излучения радия. Хлорид радия менее растворим в воде, чем хлорид бария. Бромид радия растворяется лучше хлорида. Растворимость нитрата радия падает с увеличением концентрации азотной кислоты. Нерастворимыми солями радия являются сульфат, хромат, карбонат, иодат, тетрафторобериллат и нитрат. Все они, за исключением карбоната, менее растворимы, чем соответствующие соли бария. Сульфат радия является самым малорастворимым из известных сульфатов.

## Получение
Получить чистый радий в начале XX века стоило огромного труда. Мария Кюри трудилась 12 лет, чтобы получить крупинку чистого радия. Чтобы получить всего 1 г чистого радия, нужно было несколько вагонов урановой руды, 100 вагонов угля, 100 цистерн воды и 5 вагонов разных химических веществ. Поэтому на начало XX века в мире не было более дорогого металла. За 1 г радия нужно было заплатить больше 200 кг золота.
Обычно радий добывается из урановых руд. В рудах, достаточно старых для установления векового радиоактивного равновесия в ряду урана-238, на тонну урана приходится 333 миллиграмма радия-226.
Существует также способ добычи радия из радиоактивных природных вод, выщелачивающих радий из урансодержащих минералов. Содержание радия в них может доходить до 7,5×10−9 г/г. Так, на месте нынешнего поселка Водный Ухтинского района Республики Коми с 1931 по 1956 год действовало единственное в мире предприятие, где радий выделяли из подземных минерализованных вод Ухтинского месторождения, так называемый «Водный промысел».
Из анализа документов, сохранившихся в архиве правопреемника этого завода (ОАО Ухтинский электрокерамический завод «Прогресс»), было подсчитано, что до закрытия на «Водном промысле» было выпущено примерно 271 г радия. В 1954 году мировой запас добытого радия оценивался в 2,5 кг. Таким образом, к началу 1950-х годов примерно каждый десятый грамм радия был получен на «Водном промысле».

## Нахождение в природе
Радий довольно редок. За прошедшее с момента его открытия время — более столетия — во всём мире удалось добыть всего только 1,5 кг чистого радия. Одна тонна урановой смолки, из которой супруги Кюри получили радий, содержит лишь около 0,1 г радия-226. Весь природный радий является радиогенным — возникает при распаде урана-238, урана-235 или тория-232; из четырёх найденных в природе наиболее распространённым и долгоживущим изотопом (период полураспада 1602 года) является радий-226, входящий в радиоактивный ряд урана-238. В равновесии отношение содержания урана-238 и радия-226 в руде равно отношению их периодов полураспада: (4,468⋅109 лет)/(1602 года)=2,789⋅106. Таким образом, на каждые 2,8 миллиона атомов урана в природе приходится лишь один атом радия; кларковое число радия (содержание в земной коре) составляет ~1 мкг/т.
Все природные изотопы радия сведены в таблицу:
| Изотоп    | Историческое название | Семейство     | Период полураспада | Тип распада | Дочерний изотоп (историческое название) |
| --------- | --------------------- | ------------- | ------------------ | ----------- | --------------------------------------- |
| Радий-223 | актиний Х (AcX)       | ряд урана-235 | 11,435 дня         | α           | радон-219 (актинон, An)                 |
| Радий-224 | торий Х (ThX)         | ряд тория-232 | 3,66 дня           | α           | радон-220 (торон, Tn)                   |
| Радий-226 | радий (Ra)            | ряд урана-238 | 1602 года          | α           | радон-222 (радон, Rn)                   |
| Радий-228 | мезоторий I (MsTh1)   | ряд тория-232 | 5,75 года          | β           | актиний-228 (мезоторий II, MsTh2)       |

Геохимия радия во многом определяется особенностями миграции и концентрации урана, а также химическими свойствами самого радия — активного щёлочноземельного металла. Среди процессов, способствующих концентрированию радия, следует указать в первую очередь на формирование на небольших глубинах геохимических барьеров, в которых концентрируется радий. Такими барьерами могут быть, например, сульфатные барьеры в зоне окисления. Поднимающиеся снизу хлоридные сероводородные радийсодержащие воды в зоне окисления становятся сульфатными, сульфат радия соосаждается с BaSO4 и CaSО4, где он становится практически нерастворимым постоянным источником радона. Из-за высокой миграционной способности урана и способности его к концентрированию формируются многие типы урановых рудообразований в гидротермах, углях, битумах, углистых сланцах, песчаниках, торфяниках, фосфоритах, бурых железняках, глинах с костными остатками рыб (литофациями). При сжигании углей зола и шлаки обогащаются 226Ra. Также содержание радия повышено в фосфатных породах.
В результате распада урана и тория и выщелачивания из вмещающих пород в нефти постоянно образуются радионуклиды радия. В статическом состоянии нефть находится в природных ловушках, обмена радием между нефтью и подпирающими её водами нет (кроме зоны контакта вода—нефть) и в результате имеется избыток радия в нефти. При разработке месторождения пластовые и закачиваемые воды интенсивно поступают в нефтяные пласты, поверхность раздела вода—нефть резко увеличивается, и в результате радий уходит в поток фильтрующихся вод. При повышенном содержании сульфат-ионов растворённые в воде радий и барий осаждаются в виде радиобарита Ва(Ra)SО4, который выпадает на поверхности труб, арматуры, резервуаров. Типичная объёмная активность поступающей на поверхность водонефтяной смеси по 226Rа и 228Rа может быть порядка 10 Бк/л (соответствует жидким радиоактивным отходам).
Основная масса радия находится в рассеянном состоянии в горных породах. Радий — химический аналог щелочных и щёлочноземельных породообразующих элементов, из которых состоят полевые шпаты, составляющие половину массы земной коры. Калиевые полевые шпаты — главные породообразующие минералы кислых магматических пород — гранитов, сиенитов, гранодиоритов и др. Известно, что граниты обладают природной радиоактивностью несколько выше фоновой из-за содержащегося в них урана. Хотя кларк урана не превышает 3 г/т, но в гранитах его содержание составляет уже 25 г/т. Но если гораздо более распространённый химический аналог радия барий входит в состав довольно редких калий-бариевых полевых шпатов (гиалофанов), а «чистый» бариевый полевой шпат, минерал цельзиан BaAl2Si2O8 очень редок, то накопления радия с образованием радиевых полевых шпатов и минералов вообще не происходит из-за короткого периода полураспада радия. Радий распадается на радон, уносящийся по порам и микротрещинкам и вымывающийся с грунтовыми водами. В природе иногда встречаются молодые радиевые минералы, не содержащие уран, например, радиобарит и радиокальцит, при кристаллизации которых из растворов, обогащённых радием (в непосредственной близости от легкорастворимых вторичных урановых минералов), радий сокристаллизуется с барием и кальцием благодаря изоморфизму.

## Действие на организм
Радий, в зависимости от изотопного состава, обладает высокой и особо высокой радиотоксичностью. В организме человека он ведёт себя подобно кальцию — около 80 % поступившего в организм радия накапливается в костной ткани. Большие концентрации радия вызывают остеопороз, самопроизвольные переломы костей и злокачественные опухоли костей (остеогенная саркома) и кроветворной ткани. Опасность представляет также радон — газообразный (относящийся к инертным газам) радиоактивный продукт распада радия, вызывающий рак лёгких, является ведущей причиной рака лёгких наряду с табакокурением.
Преждевременная смерть Марии Склодовской-Кюри произошла вследствие хронического отравления радием, так как в то время опасность облучения ещё не была осознана.

## Изотопы
Известны 35 изотопов радия в диапазоне массовых чисел от 201 до 235. Изотопы 223Ra, 224Ra, 226Ra, 228Ra встречаются в природе, являясь членами радиоактивных рядов урана-238, урана-235 и тория-232. Остальные изотопы могут быть получены искусственным путём. Большинство известных изотопов радия претерпевают альфа-распад в изотопы радона с массовым числом, на 4 меньшим, чем у материнского ядра. Нейтронодефицитные изотопы радия имеют также дополнительный канал бета-распада с эмиссией позитрона или захватом орбитального электрона; при этом образуется изотоп франция с тем же массовым числом, что и у материнского ядра. У нейтронно-избыточных изотопов радия (диапазон массовых чисел от 227 до 235) обнаружен только бета-минус-распад; он происходит с образованием ядер актиния с тем же массовым числом, что и у материнского ядра. Некоторые изотопы радия (221Ra, 222Ra, 223Ra, 224Ra, 226Ra) вблизи линии бета-стабильности обнаруживают, помимо альфа-распада, кластерную активность с испусканием ядра углерода-14 и образованием ядра свинца с массовым числом, на 14 меньшим, чем у материнского ядра (например, 222Ra → 208Pb+14C), хотя вероятность этого процесса составляет лишь 10−8…10−10% относительно альфа-распада. Радиоактивные свойства некоторых изотопов радия:
| Массовое число | Период полураспада | Тип распада |
| -------------- | ------------------ | ----------- |
| 213            | 2,73(5) мин.       | α (80±3%)   |
| 219            | 10(3) мс           | α           |
| 220            | 17,9(14) мс        | α           |
| 221            | 28(2) с            | α           |
| 222            | 33,6(4) с          | α           |
| 223 (AcX)      | 11,4377(22) суток  | α           |
| 224 (ThX)      | 3,6319(23) суток   | α           |
| 225            | 14,9(2) суток      | β−          |
| 226            | 1600(7) лет        | α           |
| 227            | 42,2(5) мин.       | β−          |
| 228 (MsTh1)    | 5,75(3) года       | β−          |
| 230            | 93(2) мин.         | β−          |

## Применение
В начале XX века радий считали полезным и включали в состав многих продуктов и бытовых предметов: хлеб, шоколад, питьевая вода, зубная паста, пудры и кремы для лица, средства для повышения тонуса и потенции.
В настоящее время радий иногда используют в компактных источниках нейтронов, для этого небольшие его количества сплавляются с бериллием. Под действием альфа-излучения (ядер гелия-4) из бериллия выбиваются нейтроны:
{\displaystyle {\ce {^9Be}}+{}_{2}^{4}\alpha \to {\ce {^{12}C}}+{}^{1}n.}
В медицине радий используют как источник радона для приготовления радоновых ванн (однако в настоящее время их полезность оспаривается). Кроме того, радий применяют для кратковременного облучения при лечении злокачественных заболеваний кожи, слизистой оболочки носа, мочеполового тракта.
Однако в настоящее время существует множество более подходящих для медицинских целей радионуклидов с нужными свойствами, которые получают на ускорителях или в ядерных реакторах, например, 60Co (T1/2 = 5,3 года), 137Cs (T1/2 = 30,2 года), 182Ta (T1/2 = 115 сут), 192Ir (T1/2 = 74 сут), 198Au (T1/2 = 2,7 сут) и т. д., а также в генераторах изотопов (получение короткоживущих изотопов).
До 1970-х годов радий часто использовался для изготовления светящихся красок постоянного свечения (для разметки циферблатов авиационных и морских приборов, специальных часов и других приборов), однако сейчас его обычно заменяют менее опасными изотопами: тритием (T1/2 = 12,3 года) или 147Pm (T1/2 = 2,6 года). Иногда часы с радиевым светосоставом выпускались и в гражданском исполнении, в том числе наручные. Также радиевую светомассу в быту можно встретить в некоторых старых ёлочных игрушках, тумблерах с подсветкой кончика рычажка, на шкалах некоторых старых радиоприёмников и прочее. Характерный признак светосостава постоянного действия советского производства — краска горчично-жёлтого цвета, хотя иногда цвет бывает и другим (белым, зеленоватым, тёмно-оранжевым и прочее). Опасность таких приборов состоит в том, что они не содержали предупреждающей маркировки, выявить их можно только дозиметрами. Люминофор под действием альфа-излучения деградирует, и краска зачастую перестаёт светиться, что, разумеется, не делает её менее опасной, так как радий никуда не исчезает. Деградировавшая краска также может осыпаться, и её частица, попавшая внутрь организма с едой или при вдохе, способна причинить большой вред за счёт альфа-излучения.
Отличие радиолюминесцентного состава от начавших применяться позднее фосфоресцентных составов — не угасающее по времени постоянное свечение в темноте.